# 多声部音乐
多声音乐是一种音乐不单纯依靠单一旋律，还须以各种方式加入其他织体来共同完成的这一音乐过程，这类音乐称之为多声音乐。它包括主调音乐，复调音乐，支声音乐三种类型。